# Tenodera capitata
Tenodera capitata är en bönsyrseart som beskrevs av Henri Saussure 1869. Tenodera capitata ingår i släktet Tenodera och familjen Mantidae.

## Underarter
Arten delas in i följande underarter:
- T. c. capitata
- T. c. ibana
- T. c. madimbana